# 기도 다카요시
기도 다카요시 / 가쓰라 고고로(木戸 孝允 / 桂 小五郎)는 1833년 8월 11일 ~ 1877년 5월 26일)는 일본의 정치인이며, 메이지 유신을 성공시킨 유신 삼걸중의 하나이다.

## 생애
그는 지금의 야마구치현인 조슈번의 하기시에서 무사 집안인 와다 마사카게의 막내아들로 태어나 가쓰라 집안에 양자로 들어갔다. 요시다 쇼인의 문하생으로서, 요시다 기숙학교에서 공부하며 존왕양이의 사상을 배웠다. 학생 시절에 도쿠가와 막부를 무너뜨릴 운동을 이끈 조슈 번의 지도자들과 가깝게 지냈다.

## 조슈번의 지도자
1862년 조슈번 최고 지도자 가운데 한사람이 되었으며, 나가사키와 시모다에서 서양식 함선의 건조를 참관한 후 조슈에 돌아와 조슈번의 첫 번째 전함 건설을 감독하였다. 조슈번에 급진파 세력이 강해지자, 1865년 도쿠가와 막부는 조슈번에 원정해서가혹하게 탄압했다. 조슈번에는 보수 정부가 들어서고, 기도는 지도자 직을 박탈당했다.
그러나 막부 군대가 철수하자 급진파들도 자신들 군대를 조직하였고, 그리하여 2차 도쿠가와 군 원정을 성공적으로 격퇴할 수 있었다. 그 뒤 기도는 조슈번 우두머리로서 사쓰마번의 급진파 사무라이들과 협상을 시작하였다. 그와 오쿠보 도시미치, 사이고 다카모리는 함께 쇼군을 무너뜨리고 일본 천황을 권력에 복직시키기 위한 쿠데타를 지도하여, 이른바 '유신 삼걸'로 알려지게 된다.

## 메이지 유신

이와쿠라 사절단 (왼쪽이 기도 다카요시)

메이지 유신의 가장 권력있는 지도자들 중의 하나가 되어, 제국의 수도를 교토에서 에도(지금의 도쿄)로 옮기는 책임을 지던 기도는 국가를 현들로 재분배하여, 중앙 정부에 의하여 임명된 지사들에게 다스리도록 하였다.
1871년 오쿠보, 이토와 함께 이와쿠라 사절단의 일원으로 세계를 여행하였다. 이후에 그는 입헌군주제를 주장하였으며 귀국 후에 사이고의 정한론에 반대하여 조선출병을 막았다.
1874년 대만 정벌에 반대하다가 실각하였다. 1875년 오사카 회의 이후에 다시 정계에 복귀하였고, 서양식 헌법의 수립을 위한 일을 시작하였다.
사쓰마 반란이 일어난 후인 1877년 5월 26일, 43살의 나이로 예부터 갖고 있던 지병으로 사망하였다.